# Yves Saint Laurent (firma)
 For alternative betydninger, se Yves Saint Laurent. (Se også artikler, som begynder med Yves Saint Laurent)
Yves Saint Laurent er et fransk modehus grundlagt af Yves Henri Donat Mathieu-Saint-Laurent i samarbejde med Pierre Bergé i 1961.
Modehuset blev bl.a. kendt for at sætte kvinderne fri af de feminine idealer og har på mange måder været med til at forme modeverdenen. I 2002 blev Yves Saint Laurent købt af Gucci-gruppen, og i 2012 blev Hedi Slimane modehusets nye kreative direktør. Han besluttede at ændre navnet fra 'Yves Saint Laurent' til 'Saint Laurent'.